# Семенченко, Виталий Сергеевич
Виталий Сергеевич Семенченко (укр. Віталій Сергійович Семенченко, 6 июля 1974, Киев, УССР, СССР) — украинский хоккеист, левый нападающий. После завершения карьеры игрока — хоккейный тренер.

## Биография
Выступал за ШВСМ (Киев), «Сокол» (Киев), «Динамо» (Москва), ЦСКА (Москва), «Подхале» (Новы-Тарг), «Нойвид», «Хайльброннер Фалькен», «Гомель», «Авангард» (Омск), «Юность-Минск», «Дмитров».
В составе национальной сборной Украины участник чемпионатов мира 1994 (группа C), 2004, 2005, 2006, 2007 и 2008 (дивизион I). В составе молодёжной сборной Украины участник чемпионатов мира 1993 (группа C) и 1994 (группа B).
В 2011 году начал тренерскую карьеру в качестве помощника главного тренера киевского «Беркута». С 2015 по 2016 год работал входил в тренерский состав клубов «Неман», «Кривбасс» и «Подхале».

## Достижения
- Чемпион Украины (1993, 1995)
- Серебряный (1998) и бронзовый (1999) призёр чемпионата Польши
- Чемпион России (2004), серебряный призёр (1996)
- Чемпион Беларуси (2005, 2006)